# Skarvkyrkan
Skarvkyrkan är en ö i Finland. Den ligger i Finska viken och i kommunen Raseborg i den ekonomiska regionen  Raseborg i landskapet Nyland, i den södra delen av landet. Ön ligger omkring 98 kilometer väster om Helsingfors.
Öns area är 1,1 hektar och dess största längd är 160 meter i nord-sydlig riktning. Närmaste större samhälle är Ekenäs, 17,9 km norr om Skarvkyrkan.